# Lucardesi

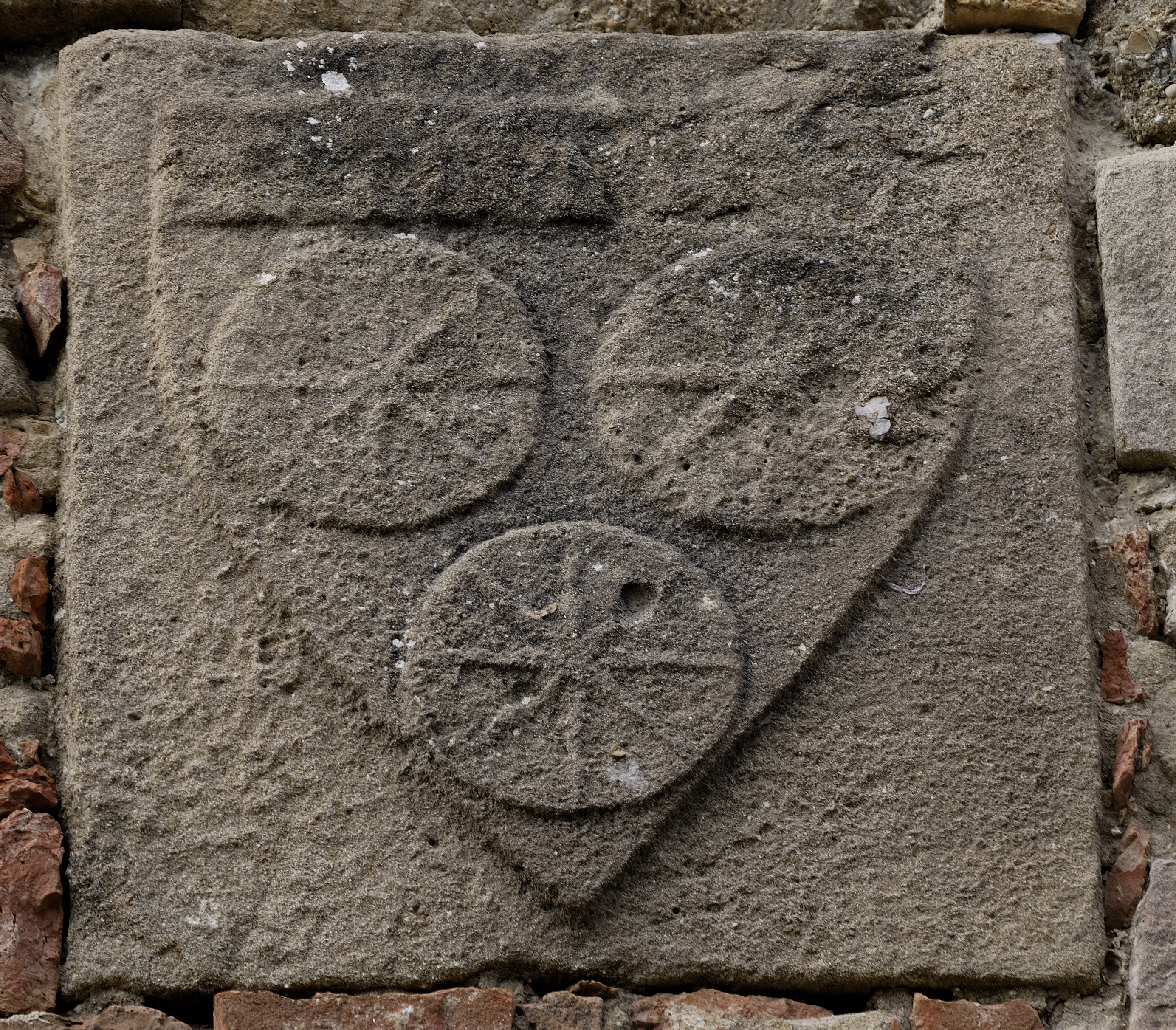
Stemma dei Lucardesi, murato nel castello di Lucardo

I Lucardesi o Da Lucardo oppure Donzelli da Poneto (o Poneta) furono una nobile famiglia dell'aristocrazia fiorentina.

## Storia

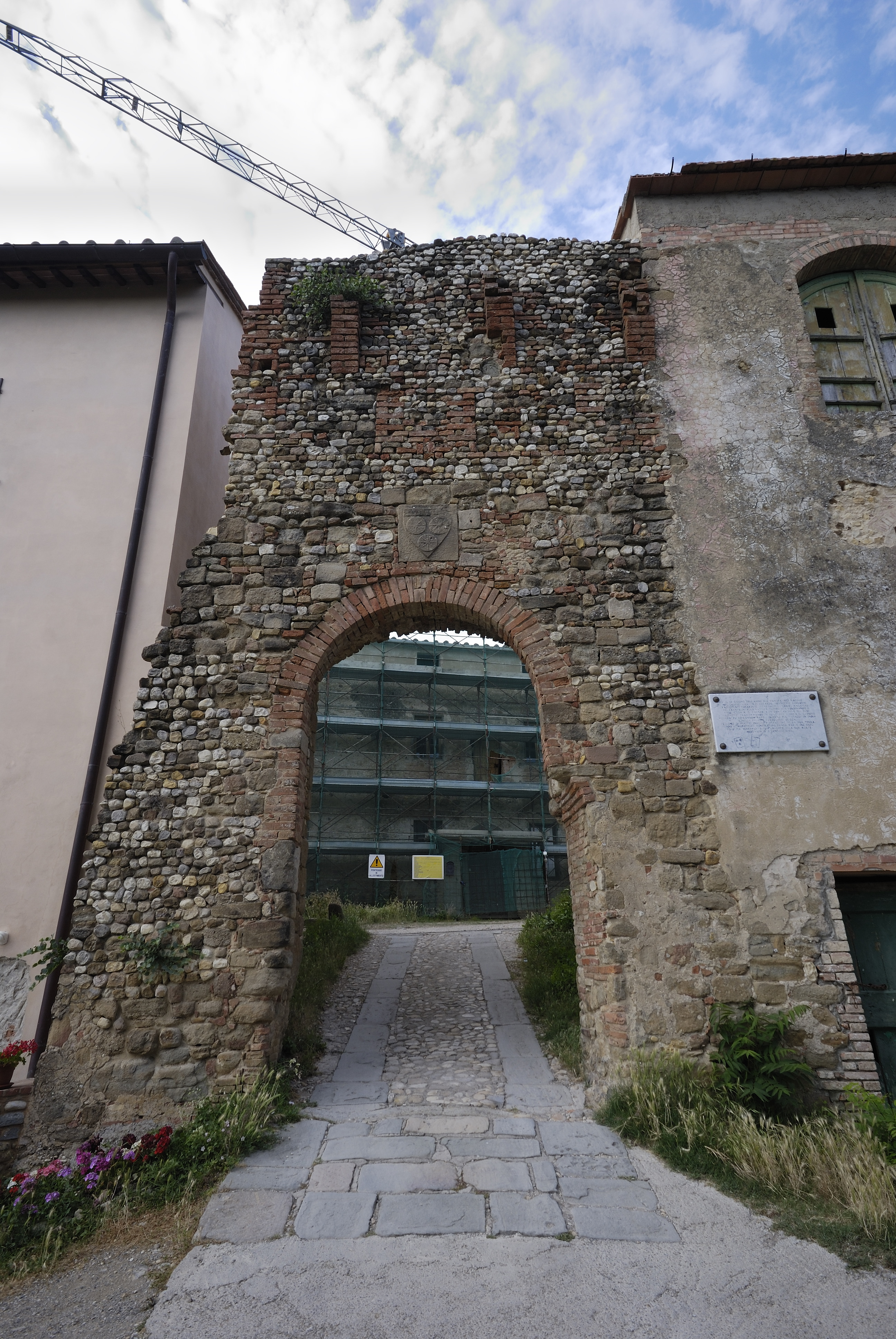
Porta di accesso al castello di Lucardo, a Montespertoli (FI)

Erano originari del castello di Lucardo, nel comune di Montespertoli, e vantavano antichissime origini. Secondo Cosimo della Rena il loro capostipite fu Teodorico Da Lucardo che nel 1070 era signore dell'omonimo castello. Appartenevano alla fazione guelfa e dopo la battaglia di Montaperti abbandonarono Firenze. In seguito rientrarono in città e risultavano iscritti nel sesto di San Piero Scheraggio. Nel 1292 vennero dichiarati grandi e come tali furono esclusi dalle magistrature di Firenze dove sembra che abitassero già nel periodo della prima cerchia muraria medievale (X secolo).

Furono patroni delle chiese di Santa Cristina e San Piero a Salivolpe, nei cui pressi Ricoverino Lucardesi e i suoi figli ebbero distrutta una torre e due palazzi dai ghibellini a seguito della battaglia di Montaperti. Nel 1298 Giovanni Lucardesi fu pievano della chiesa di San Pancrazio.

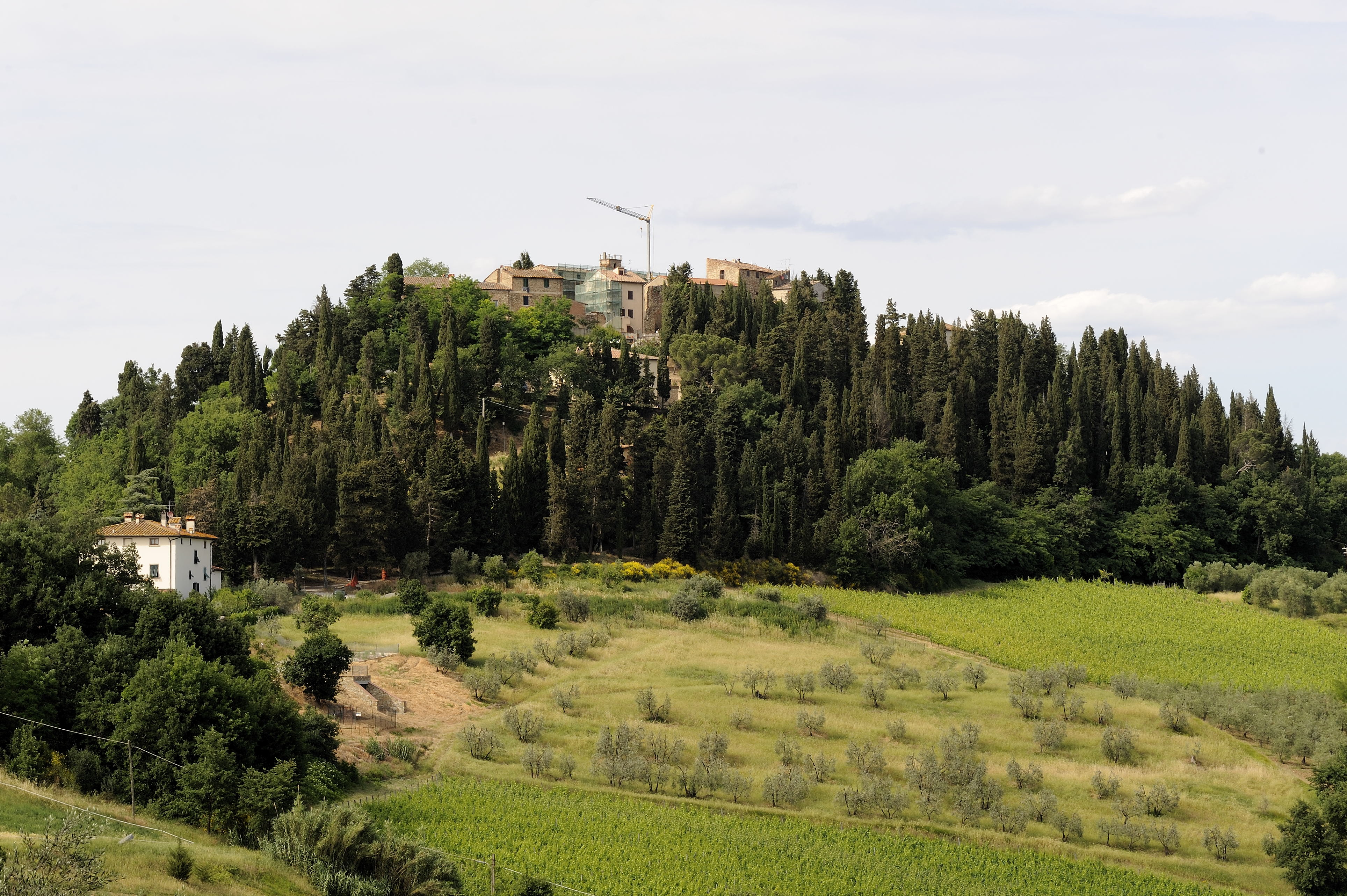
Lucardo, veduta della collina su cui sorgeva il castello di Lucardo

Ma il personaggio più importante nella storia di questa famiglia fu Francesco Giovanni Paolsanti che fu il segretario di Ferdinando I, Cosimo II e Ferdinando II. Veniva soprannominato L'Indiano perché si era recato per due volte in India per conto della famiglia Medici.
Come ringraziamento per i servigi resi il granduca Ferdinando II gli donò il Palazzo del Cassero a San Casciano in Val di Pesa, che da lui fu restaurato. Nel 1638 riedificò il monastero delle Benedettine di San Casciano. Durante la sua vita costruì il Palazzo Lucardesi che era posto nel centro storico di San Casciano, palazzo andato distrutto durante la seconda guerra mondiale.
Dalla famiglia Medici ricevettero anche una specie di investitura feudale (non assoluta né tantomeno indipendente) sul castello avito di Lucardo. Tale investitura venne abolita dal granduca Pietro Leopoldo in virtù delle sue leggi liberali.
Gli ultimi quattro esponenti viventi della famiglia sono Paolo, sua sorella Donata, e i figli di Paolo, Giovanni e Ilaria.

## Stemma

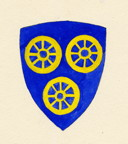
Stemma della famiglia Donzelli: Di azzurro, a tre ruote di otto raggi d'oro

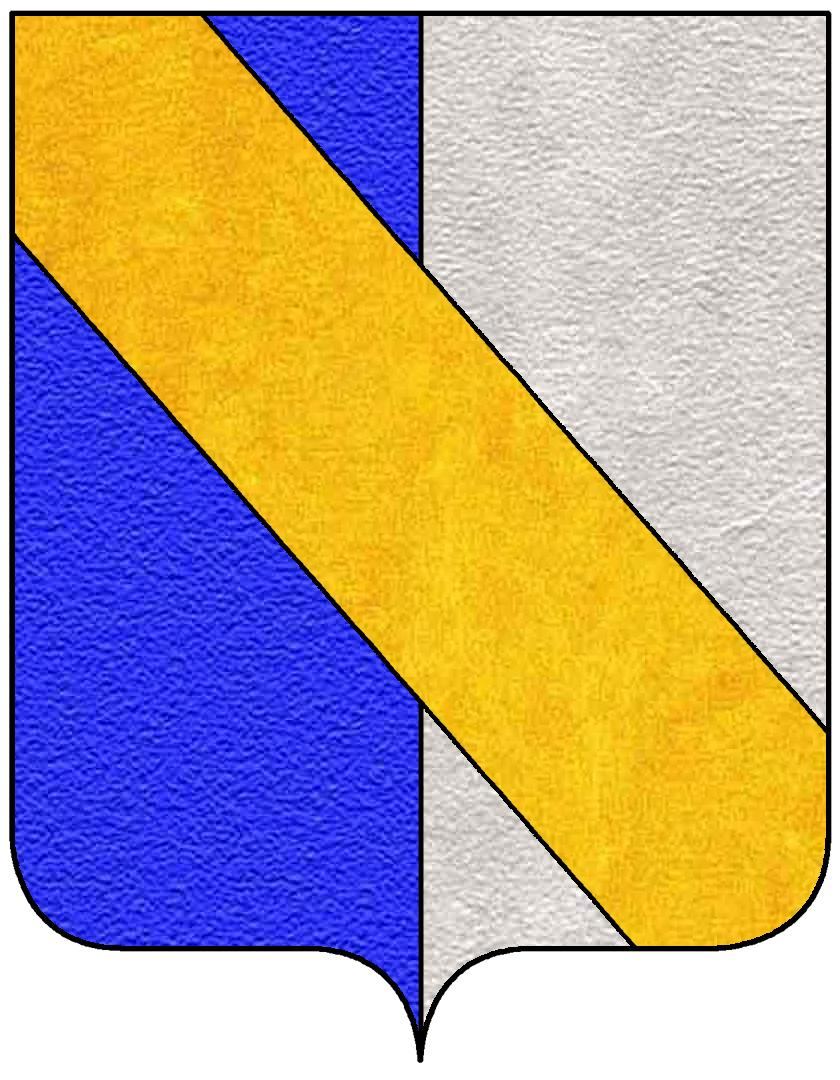
Stemma della famiglia Donzelli da Poneta: partito d'azzurro e d'argento, alla banda d'oro attraversante

Lo stemma della famiglia dei Lucardesi si può ancora ammirare murato nel castello di Lucardo; è anche archiviato nello Stemmario reale di Baviera.
Si tratta di uno stemma pressoché identico a quello dei "Donzelli da Poneto (Poneta)" o "da Lucardo", descritto in tedesco: In Blau 3 achtspeichige goldene Räder, 2:1 gestellt ("In blu, 3 ruote dorate a otto razze, ordinate 2, 1"). Proponendoceli come "Donzelli da Poneta", Carlo Baldini e l'Archivio di Stato di Firenze ci forniscono la descrizione di un altro stemma: partito d'azzurro e d'argento, alla banda d'oro attraversante.
Lo stemma della famiglia "Da Lucardo" è descritto anche nei seguenti modi: d'azzurro a tre bisanti d'argento, caricati ognuno di una stella a otto punte d'oro, posti 2, 1; oppure d'azzurro, a tre rose d'argento, poste 2, 1.
Ancora un altro stemma della famiglia Lucardesi si può trovare sempre a Montespertoli (Firenze), ma con stelle a sei punte: con tre bisanti, caricati ciascuno di una stella a sei punte, posti 2, 1 (datato intorno al 1689); nello stemma sono incise le lettere maiuscole "P. P." in alto e "L" in basso.

### Significato dello stemma

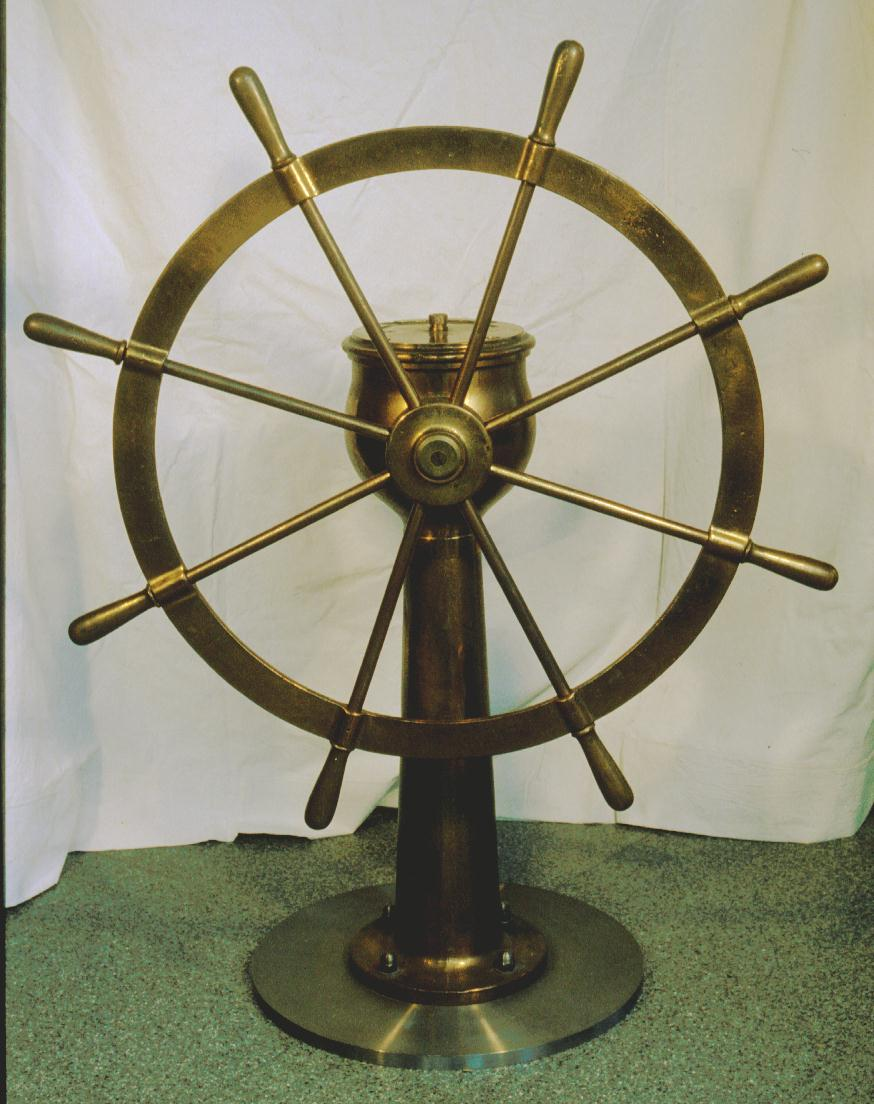
Ruota di timone

In Toscana la stella era contrassegno dei guelfi.
Piero Guelfi Camajani indica la stella come annuncio del Salvatore o guida sicura per i naviganti nella notte. Pertanto la stella a otto punte può essere sostituita con la ruota a otto raggi (o razze), ossia la raffigurazione del timone che serve a navigare nella notte (nelle tenebre). Sempre Piero Guelfi Camajani indicava in maniera generica la stella come simbolo di azioni magnanime, fama e splendore di nobilità, rappresentate dalle tre stelle che splendono nella notte oppure dalle tre ruote che navigano sulla retta via indicata dalla trinità.
Dato che si tratta di una famiglia guelfa, che fece molta carriera in ambito religioso, sarebbe opportuno considerare la stella o ruota a 8 raggi (talvolta sei raggi), anche col significato dell'araldica ecclesiastica. Indica le tre virtù teologali (infuse nell'uomo da Dio): fede, speranza e carità. Probabilmente è per questo motivo che le stelle o ruote sono tre: virtù che sono guidate o portate dalla Trinità (Dio padre, Gesù figlio e Spirito Santo).